# Fucomimus mus
Fucomimus mus är en fiskart som först beskrevs av John Dow Fisher Gilchrist och Thompson, 1908.  Fucomimus mus ingår i släktet Fucomimus och familjen Clinidae. Inga underarter finns listade i Catalogue of Life.